# Liga de baloncesto de la Unión Soviética
La Liga de baloncesto de la Unión Soviética fue la primera división del baloncesto de la antigua Unión Soviética. La liga se fundó en 1923, y se mantuvo funcionando hasta 1991 como principal liga de la URSS, y en la temporada 1991-92 de la Comunidad de Estados Independientes. En los años 1924, 1928, 1934, 1935, 1936, 1956, 1959, 1963 y 1967, la liga la disputaron equipos regionales, representando a las diferentes repúblicas, en vez de clubes deportivos.

## Denominaciones
- 1923–24 a 1935–36  Liga Regional de la Unión Soviética
- 1936–37 a 1990–91  Liga Nacional de la Unión Soviética
- 1991-92  Liga Nacional del CIS

## Palmarés
| - 1923–24 Moscú - 1924–27 No se disputó - 1927–28 Moscú - 1928–33 No se disputó - 1933–34 Leningrado - 1934–35 Moscú - 1935–36 Leningrado - 1936–37 Dinamo Moscú - 1937–38 Burevestnik Leningrado - 1938–39 Lokomotiv Moscú - 1939–40 Burevestnik Leningrado - 1940–43 No se disputó - 1943–44 Armia - 1944–45 CSKA Moscú - 1945–46 Armia - 1946–47 Žalgiris | - 1947–48 Dinamo Moscú - 1948–49 Tartu Ülikool - 1949–50 Dinamo Tbilisi - 1950–51 Žalgiris - 1951–52 VVS Moscú - 1952–53 Dinamo Tbilisi - 1953–54 Dinamo Tbilisi - 1954–55 ASK Riga - 1955–56 Equipo de RSS Letonia - 1956–57 ASK Riga - 1957–58 ASK Riga - 1958–59 Moscú - 1959–60 CSKA Moscú - 1960–61 CSKA Moscú - 1961–62 CSKA Moscú - 1962–63 Equipo de RSFS Rusia | - 1963–64 CSKA Moscú - 1964–65 CSKA Moscú - 1965–66 CSKA Moscú - 1966–67 Equipo de RSS Ucrania - 1967–68 Dinamo Tbilisi - 1968–69 CSKA Moscú - 1969–70 CSKA Moscú - 1970–71 CSKA Moscú - 1971–72 CSKA Moscú - 1972–73 CSKA Moscú - 1973–74 CSKA Moscú - 1974–75 Spartak Leningrado - 1975–76 CSKA Moscú - 1976–77 CSKA Moscú - 1977–78 CSKA Moscú - 1978–79 CSKA Moscú | - 1979–80 CSKA Moscú - 1980–81 CSKA Moscú - 1981–82 CSKA Moscú - 1982–83 CSKA Moscú - 1983–84 CSKA Moscú - 1984–85 Žalgiris - 1985–86 Žalgiris - 1986–87 Žalgiris - 1987–88 CSKA Moscú - 1988–89 Stroitel - 1989–90 CSKA Moscú - 1990–91 Kalev - 1991–92 Spartak Leningrado |

## Títulos por club
| Títulos | Club                  | Años |
| 24      | CSKA Moscú            | 1944–45, 1959–60, 1960–61, 1961–62, 1963–64, 1964–65, 1965–66, 1968–69, 1969–70, 1970–71, 1971–72, 1972–73, 1973–74, 1975–76, 1976–77, 1977–78, 1978–79, 1979–80, 1980–81, 1981–82, 1982–83, 1983–84, 1987–88, 1989–90 |
| 5       | Žalgiris              | 1946–47, 1950–51, 1984–85, 1985–86, 1986–87 |
| 4       | Moscú                 | 1923–24, 1927–28, 1934–35, 1958–59 |
| 4       | Dinamo Tbilisi        | 1949–50, 1952–53, 1953–54, 1967–68 |
| 3       | ASK Riga              | 1954–55, 1956–57, 1957–58 |
| 2       | Leningrad             | 1933–34, 1935–36 |
| 2       | Burevestnik Leningrad | 1937–38, 1939–40 |
| 2       | Armia                 | 1943–44, 1944–46 |
| 2       | Dinamo Moscú          | 1936–37, 1947–48 |
| 2       | Spartak Leningrado    | 1974–75, 1991–92 |
| 1       | Lokomotiv Moscú       | 1938–39 |
| 1       | Tartu Ülikool         | 1948–49 |
| 1       | VVS Moscú             | 1951–52 |
| 1       | Equipo de RSS Letonia | 1955–56 |
| 1       | Equipo de RSFS Rusia  | 1962–63 |
| 1       | Equipo de RSS Ucrania | 1966–67 |
| 1       | Stroitel              | 1988–89 |
| 1       | Kalev                 | 1990–91 |

## Títulos por república
| Títulos | República  |
| 39      | RSFS Rusia |
| 6       | Georgia    |
| 5       | Lituania   |
| 4       | Letonia    |
| 2       | Ucrania    |
| 2       | Estonia    |